# Governo Civil

Bandeira distintiva de governador civil

O governo civil foi um órgão da administração pública de Portugal — dirigido pelo governador civil — que representava, administrativamente, o governo central em cada um dos distritos do país. Os governos civis encontram-se extintos de facto desde 2011, ainda que de jure a sua existência ainda conste na Constituição.
Cada governador civil era um magistrado administrativo nomeado pelo Conselho de Ministros, mas dependendo, na prática, do Ministério da Administração Interna.
As funções dos governos civis foram decrescendo desde a sua criação em meados do século XIX. No início tinham um competência alargada de representação do governo central e de coordenação de todos os serviços do Estado localizados no seu distrito. Quando da sua extinção de facto, para além das funções essencialmente cerimoniais de representação do governo, funcionavam na prática como uma simples delegação do Ministério da Administração Interna. Dentre as suas funções encontravam-se a emissão de passaportes, a segurança pública, a proteção civil e a gestão de processos eleitorais.

## História

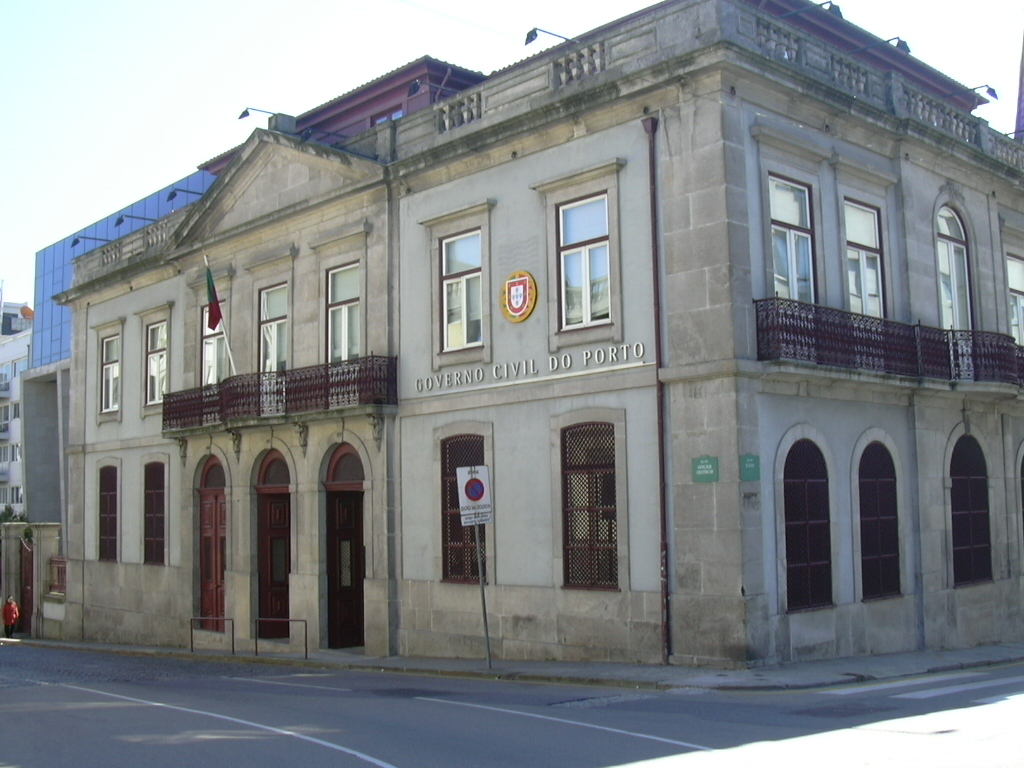
Antiga sede do Governo Civil do Porto

No Antigo Regime, a Coroa era representada em cada comarca de Portugal, por um magistrado designado "corregedor". Numa época em que não existia ainda a separação de poderes, o corregedor congregava funções tanto administrativas como judiciais.
Na sequência da revolução liberal de 1820, foi proposta a substituição da comarca, como unidade administrativa, pelo distrito, em cada qual, o governo central seria representado por um administrador-geral. Ao contrário dos antigos corregedores, os administradores-gerais não teriam funções judiciais, mas seriam apenas magistrados administrativos. No entanto, as contrarrevoluções miguelistas levaram ao adiamento desta reforma.
Só em 1832, o governo liberal sediado na ilha Terceira e chefiado pelo duque de Palmela, decretou uma reforma administrativa que vem substituir a antiga: as chamadas reformas de Mouzinho da Silveira. Foram mantidas as províncias e as comarcas, como divisões administrativas. À frente das primeiras estaria um magistrado administrativo designado "prefeito". Cada prefeito seria representado nas comarcas, que não fossem sede de província, por um magistrado administrativo designado "subprefeito". A nova reforma apenas foi implantada em todo o território nacional depois da vitória liberal na Guerra Civil, em 1834.
A reforma de Mouzinho da Silveira foi logo alterada em 1835. Foi então implementado um modelo semelhante ao proposto a seguir à revolução de 1820. O país foi dividido em distritos, cujas áreas correspondiam aproximadamente à das anteriores comarcas (que continuaram a existir, mas apenas como divisões judiciais). O magistrado administrativo junto de cada distrito passou agora a designar-se "governador civil".

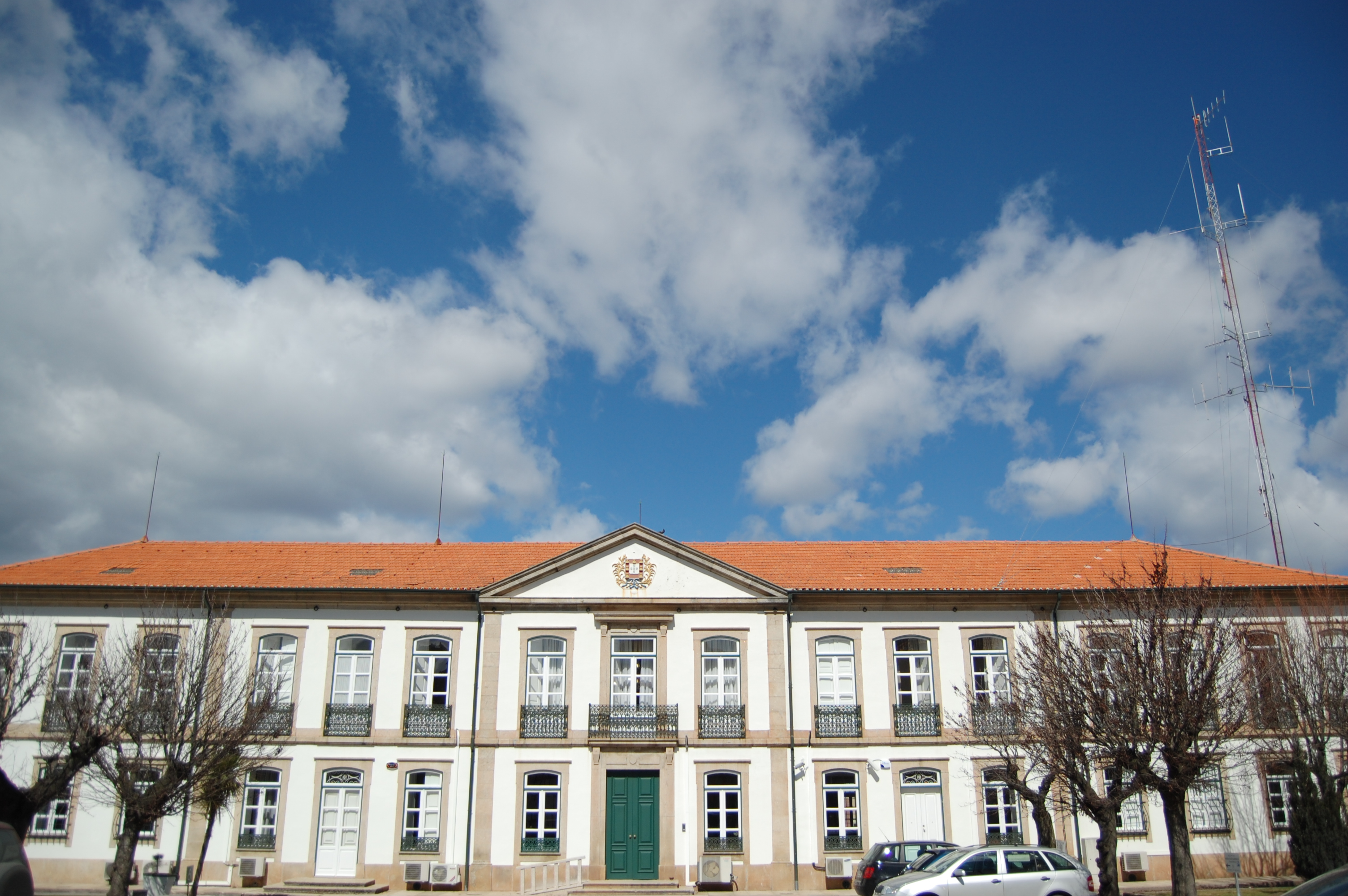
Antigo Governo Civil do Distrito de Bragança

Inicialmente, os governadores civis dispunham de funções bastante alargadas, representando o governo central e coordenando as suas políticas e serviços da administração pública em cada distrito. No entanto, sobretudo a partir de meados do século XX, as suas funções foram-se esvaziando, à medida que cada ministério foi criando as suas próprias delegações e serviços regionais. As funções dos governadores civis foram-se limitando às de delegado do Ministério do Reino (designado "Ministério do Interior" entre 1910 e 1974 e "Ministério da Administração Interna" desde então), atuando, essencialmente, apenas nos setores da competência deste departamento.
Tal como a anterior Constituição de 1933, a Constituição de 1976 veio prever a regionalização do país, o que levaria à extinção dos distritos e, consequentemente, dos governos civis. Essa regionalização foi, no entanto, rejeitada em referendo, mantendo-se os distritos e os respetivos governadores civis.

## Último enquadramento jurídico

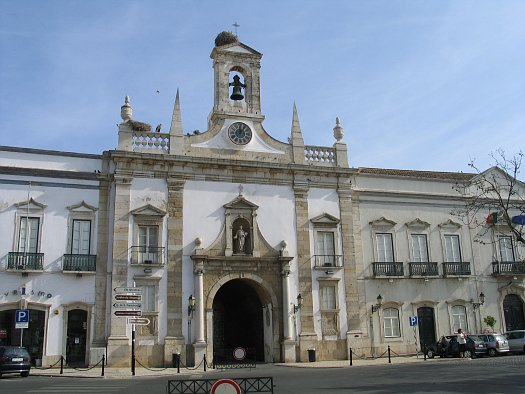
Antigo do Governo Civil do Distrito de Faro

O enquadramento jurídico dos governadores civis deriva diretamente da existência de distritos e assenta no disposto no artigo 291.º da Constituição da República Portuguesa, o qual estabelece que:
1. Enquanto as regiões administrativas não estiverem concretamente instituídas, subsistirá a divisão distrital no espaço por elas não abrangido.
2. Haverá em cada distrito, em termos a definir por lei, uma assembleia deliberativa, composta por representantes dos municípios.
3. Compete ao governador civil, assistido por um conselho, representar o Governo e exercer os poderes de tutela na área do distrito.

Nestes termos os governos civis apenas podem ser extintos quando for implantada a regionalização do território. Em alternativa, pode a extinção ocorrer por alteração da Constituição, removendo-se do texto constitucional as normas referentes aos distritos, matéria que não consta dos limites materiais da revisão a que se refere o artigo 288.º na sua versão atual Logo, as anunciadas intenções de extinção dos governos civis sem regionalização ou revisão constitucional seriam infundadas, por contrárias à Constituição.
A missão, atribuições e orgânica dos serviços de apoio aos Governadores Civis está estabelecida nos seguintes diplomas:
- Decreto-Lei n.º 252/92, de 19 de Novembro — Aprova o estatuto orgânico e pessoal, as competências e o regime dos actos praticados pelo governador civil, bem como a composição e as competências dos órgãos consultivos e a organização dos serviços dos governos civis.
- Decreto-Lei n.º 316/95, de 28 de Novembro — Altera o estatuto orgânico e pessoal dos Governadores Civis, transferindo competências para as autarquias.
- Decreto-Lei n.º 213/2001, de 12 de Agosto — Altera o estatuto orgânico e pessoal dos Governadores Civis.

## Extinção
O primeiro-ministro Pedro Passos Coelho anunciou na sua tomada de posse a 21 de junho de 2011 que não iria nomear novos governadores civis e que iria promover a extinção de todos os governos civis. Em 8 de setembro de 2011, o Governo extinguiu de facto todos os governos civis mediante a aprovação de um decreto-lei que transfere todas as competências destes órgãos para outros órgãos administrativos (como as câmaras municipais, a Polícia de Segurança Pública, a Guarda Nacional Republicana e a Autoridade Nacional de Proteção Civil), procedendo ainda à liquidação do património dos governos civis e à transferência dos seus funcionários para a Polícia de Segurança Pública e a Guarda Nacional Republicana.
O Governo anunciou que em futura revisão constitucional promoverá a inclusão da extinção de jure dos governos civis na Constituição da República.